# Communauté israélite du canton de Neuchâtel
La Communauté israélite du canton de Neuchâtel (abrégée CICN) est une association faîtière rassemblant des juifs résidant dans la région du Canton de Neuchâtel.
Sa fondation remonte à 1833, date de la première rencontre de prière tenue au domicile de Léon Woog, à l'occasion des fêtes de Roch Haschana et Yom Kippour. Elle prend dès lors le nom de Communauté israélite de La Chaux-de-Fonds et change de nom en 2009 pour englober tout le Canton de Neuchâtel. Des communautés israélites ont existé pendant quelques années au Locle et à Neuchâtel, mais celle de La Chaux-de-Fonds fut la plus durable.

## Le statut des juifs à Neuchâtel
Il ne semble pas exister de communauté juive dans le comté de Neuchâtel jusqu’au XIVe siècle, bien que les seigneurs soient en relation d’affaires avec des juifs de Morat ou de Franche-Comté. Les premières installations juives attestées dans le pays datent du 15e siècle et ne concernent que quelques banquiers et commerçants. S’ensuivent trois siècles de vide archivistique hormis la mention des tarifs particuliers appliqués aux juifs pour les péages. Leur présence semble donc se limiter au passage de marchands ambulants
Au XVIIIe siècle, les juifs qui reparaissent dans la principauté proviennent essentiellement de Haute-Alsace, arrivant de Bâle par le vallon de Saint-Imier. À La Chaux-de-Fonds, ces marchands se rendent au 26 de l’actuelle rue Fritz-Courvoisier où se trouve le bureau pour la taxe des colporteurs. À cette période, le nom de rue de l’Évêché cohabite avec celui de rue des Juifs pour désigner la voie de communication qui relie La Chaux-de-Fonds aux terres du prince-évêque de Bâle,. Ce retour en nombre fait réagir le Conseil d’État en 1767. Il ordonne l’expulsion de tous les juifs installés dans la principauté et restreint leur droit de séjour. Cette interdiction n’est que partiellement appliquée et l’établissement des juifs dans la principauté perdure malgré les suppliques des négociants indigènes qui voient en eux une concurrence déloyale et une potentielle ruine économique du pays.
Après une période de détente relative à partir de 1790, un durcissement s’opère le 28 octobre 1818, lorsque le Conseil d’État interdit le séjour des juifs et ordonne leur expulsion dès le 1er mai suivant. La France intervient aussitôt auprès des autorités pour que les juifs alsaciens jouissent de tous leurs droits de citoyens français acquis en 1791. Le Conseil d’État se voit contraint d’atténuer son décret de 1818. Les autorités optent dès lors pour une politique restrictive la moins flagrante possible pour ne pas s’attirer le courroux de leur puissant voisin. Quelques dizaines de personnes juives sont tolérées. À partir de 1848, le séjour et l’établissement des juifs sont peu à peu facilités dans l’ensemble du canton. Seule la commune de La Chaux-de-Fonds maintient son opposition à l’installation des juifs sur son territoire. La commune finit par se conformer aux pratiques des communes avoisinantes en 1857.   
Les Constitutions neuchâteloises de 1848 et surtout de 1858 accordent la liberté de culte. Ne manque alors aux juifs que la possibilité d’acquérir des immeubles pour devenir des étrangers comme les autres. Ceci sera chose faite en 1866 avec la révision partielle de la Constitution fédérale. Elle fait suite à un traité commercial signé avec la France qui accorde les mêmes droits, notamment d’établissement, aux citoyens, quelle que soit leur religion. Cette révision est largement acceptée par la population neuchâteloise.   

## Histoire de la Communauté israélite du Canton de Neuchâtel

### Premières préoccupations: lieu de culte et de sépulture
En 1843, les juifs établis à La Chaux-de-Fonds demandent au Conseil communal l’autorisation de bâtir une synagogue. Jusqu’à cette date, ils se réunissent au domicile de l’un de leurs coreligionnaires pour célébrer le shabbat et les principales fêtes religieuses. Un appartement loué à la rue Jaquet-Droz sera donc la première synagogue de La Chaux-de-Fonds. Un rabbin de Hégenheim, d’où sont originaires de nombreux membres, s’occupe à distance de la Communauté israélite fondée en 1833. En 1862, les fidèles, à l’étroit dans leur oratoire, font construire une nouvelle synagogue, rue de la Serre 35a. Inauguré un an plus tard, ce bâtiment rectangulaire à deux étages se distingue peu des constructions voisines,.  
Une fois l’égalité des droits civiques et religieux obtenue, les communautés juives de Suisse se servent des synagogues comme d’un moyen de manifester leur identité. Leurs lieux de culte doivent être considérés comme égaux à ceux des autres religions et acceptés par elles tout comme par l’ensemble de la société. La seconde moitié du XIXe siècle verra la construction d’une dizaine de synagogues dans tout le pays. Le vaste édifice inauguré en 1896, à la rue du Parc, témoigne par sa présence au cœur de l’espace urbain de l’intégration et de la réussite économique et sociale de la population juive qui compte alors 850 personnes, alors que la Communauté israélite regroupe environ 180 personnes. Le lancement d’un concours d’architecture pour la construction de ce bâtiment constitue une première pour la ville qui verra ensuite son visage urbain profondément modelé par le recours fréquent à cette procédure.  
Jusqu’à l’inauguration du cimetière israélite situé sur le territoire de la commune des Éplatures, en 1872, les juifs de La Chaux-de-Fonds n’ont d’autre solution que l’inhumation des défunts dans les cimetières de Hégenheim et de Hagenthal, au sud de l’Alsace. Cette installation hors de La Chaux-de-Fonds intervient après quatre ans de discussions infructueuses avec les autorités de la ville. Ces dernières proposent à la Communauté d’utiliser le cimetière communal. Une solution inacceptable car les sépultures n’y sont pas perpétuelles. Les édiles refusant la création d’un cimetière juif séparé, la Communauté acquiert un terrain voisin du temple et du cimetière protestants des Éplatures pour y réaliser son projet.  

### Contribution à l'économie régionale

#### Commerces
Les juifs vivent en marge de la société chrétienne mais ils ne jouent pas moins un rôle majeur en matière économique à la fin de l’Ancien Régime. D’abord en tant que colporteurs, marchands de bétail et de textiles – quoique le statut de marchand ambulant ne leur soit pas uniquement dévolu – puis en ouvrant des commerces fixes. Parmi les domaines d’activité privilégiés des juifs de La Chaux-de-Fonds dans la seconde moitié du 19e siècle, figurent le commerce et l’horlogerie.
À côté de l'enseigne Au Printemps, fondé par la famille Bloch, cohabitent une multitude de plus petits commerces qui jalonnent le quotidien des habitants. Les magasins de vêtements et de textiles sont nombreux, entre autres : Naphtaly, À la Grande Maison, À L’Alsacienne, À l’Enfant Prodigue, Au Bazar parisien, À la Ville de Mulhouse ou encore Lysak. La Boucherie Parisienne, tenue par la famille Weill, située rue du Midi, et la Boucherie Metzger sur la place du Marché, vendent entre autres de la viande casher importée de France et témoignent de l’implantation d’une communauté israélite forte au sein de la ville. Des tailleurs comme Bloch-Wixler, des vendeurs de combustibles comme Meyer-Franck ou Henri et Gaspard Ullmo ainsi que des commerçants de denrées coloniales à l’instar de La Semeuse, qui se spécialisera ensuite dans le café, illustrent la grande diversité sociale et économique des commerçants juifs actifs à La Chaux-de-Fonds. D’autres personnes exercent des professions libérales, notamment des avocats, des médecins et des dentistes. À la suite de la crise des années 1930, l’Office pour la recherche des industries nouvelles (ORIN), dirigé par Joë Metzger (1883-1965) de 1937 à 1940, favorise l’installation d’entrepreneurs, juifs notamment, fuyant l’Allemagne et l’Autriche. Parmi eux : Tempelhof (fabrique de parapluies) ou Hirsch avec la maison Imeta (fabrique de raccords de tuyaux).  

#### Horlogerie
Le XIXe siècle consacre le rôle des anciennes familles d’établisseurs à La Chaux-de-Fonds. Celles-ci se montrent favorables au changement politique et soutiennent la révolution républicaine de 1848 mais leur attitude est conservatrice face au renouvellement des modes de production. On ne parle d’ailleurs pas véritablement de mécanisation avant l’Exposition universelle de Philadelphie de 1876. En misant sur l’excellence technique, les partisans de la production en petits ateliers espèrent tenir un marché qui s’étiole petit à petit.  
Dès 1840, les cartes du milieu horloger sont redistribuées avec l’émergence, d’abord timide, d’une élite patronale juive, dont le négoce est le fer de lance. En bâtissant des usines et en acquérant des machines, elle contribue à mettre en place des schémas novateurs où la production se mécanise puis s’industrialise. Deux caractéristiques majeures fondent le succès de l’élite horlogère juive : la maîtrise des réseaux commerciaux à travers le monde en est une, basée sur l’existence d’une importante diaspora. La seconde concerne la densité des réseaux familiaux, favorisée par des mariages internes. Il est ainsi plus aisé de vendre des produits fabriqués sur place en limitant le nombre d’intermédiaires. L’homogénéité des industriels israélites n’exclut pas des alliances avec le patronat protestant: des organisations professionnelles voient le jour dès le XIXe siècle pour défendre les intérêts de cette branche. De nombreux présidents du Syndicat patronal des producteurs de la montre, fondé en 1917, sont d’origine juive. Dès la fin du XIXe siècle, la fabrique prend le dessus sur la production en petits ateliers ou à domicile, même si les anciens modes de production perdurent. 
Conscients de la nécessité de s’adapter aux marchés internationaux, des entrepreneurs juifs choisissent des noms empruntés parfois à l’espéranto comme Movado, ou créent des marques aux références diverses. Election, Ebel, Vulcain, Cyma ou Marvin sont utilisés à la place de Ditesheim, Braunschweig, Blum, Ditisheim, Schwob ou Didisheim. 
Au tournant du XXe siècle, sur la base de la Loi fédérale sur les fabriques, dont les définitions sont floues, on dénombre à La Chaux-de-Fonds seulement 17 entreprises horlogères employant plus de 20 ouvriers. Parmi elles, 8 sont en mains juives. Ces chiffres doivent être pondérés par le recensement de 1905 qui donne une image plus représentative avec plus de 2 000 entreprises horlogères, 8 000 personnes actives dans ce milieu et 36 000 habitants. Le patronat juif, actif au sein de grandes maisons telles que Tavannes Watch, Invar, Vulcain ou Rotary joue un rôle essentiel dans le développement industriel de l’horlogerie. Des fabricants plus modestes, actifs notamment dans les branches annexes, contribuent également à la renommée de la métropole horlogère.

#### Mécénat et philanthropie
L’élite horlogère juive s’enrichit considérablement à partir de 1880 et connaît une rapide ascension sociale entre la fin du XIXe siècle et le premier quart du XXe siècle. Les membres de la Communauté s’impliquent peu dans la politique communale et cantonale. Par contre, parmi les industriels d’origine juive figurent plusieurs mécènes qui s’engagent et soutiennent différentes institutions culturelles. En 1900, la Société des Amis du Théâtre est présidée par Maurice Picard (1870-1951). En 1917, quatre fabricants d’horlogerie, également juifs – Jules Bloch (1877-1945), Maurice Blum (1860-1934), Edmond Dreyfus (1875-1954) et André Gutmann (1873-1938) – intègrent le comité qui gère le Théâtre, alors composé de sept membres. 
Se voyant refuser l’accès à d’autres cercles, des juifs fondent en 1913 le Nouveau Cercle, à vocation intellectuelle et récréative. Aussi appelé Cercle des juifs, situé dans le Minerva Palace, av. Léopold-Robert 66, puis au numéro 36 de la même rue, il est un haut lieu de sociabilité et une plateforme de rencontre. Il accueille le Club 44 avant l’installation de ce dernier dans ses propres locaux en 1957.
Des personnalités cultivées comme Edmond Picard (1853-1914) tiennent également des salons où se rencontrent intellectuels et artistes. Le salon tenu par Yvonne (1889-1982) et Raphaël Schwob (1875-1947) est célébré comme un lieu d’émulation artistique par l’écrivain et professeur Jean-Paul Zimmermann. Maurice Picard, industriel juif, donne une nouvelle impulsion aux collections réunies par les professeurs de l’École d’horlogerie. Il en fait un musée qui s’ouvre en 1902, rue du Collège 9 et dont les collections seront le noyau du futur Musée international d’horlogerie.
En faisant bénéficier la ville de son réseau culturel et musical étendu, l’industriel Georges Schwob (1891-1979) contribue fortement à la programmation prestigieuse de la Salle de Musique et ainsi au rayonnement de La Chaux-de-Fonds. L’engagement sportif, moins connu, est aussi un domaine que le patronat horloger juif soutient. Les sports populaires comme le tir et la gymnastique sont favorisés par les anciennes familles de la ville alors que les industriels israélites, qui pratiquent des sports nouveaux comme l’escrime, le bob ou le tennis, s’en font les promoteurs.  
Une assistance sociale et des réseaux de solidarité spécifiques à la Communauté se développent. Ainsi, la philanthropie émanant de celle-ci reste essentiellement confessionnelle. Des œuvres de bienfaisance naissent dans les années 1850 qui apportent un soutien matériel, moral et religieux comme la Société des Dames (1854), la Bienfaisante-Société de secours mutuels (1862) ou la Commission des apprentissages. La Caisse centrale de Bienfaisance (1862) coordonne les œuvres existantes. D’autres s’ajoutent : l’Association pour la protection de l’enfance (1917), le Fonds du Cimetière, ou la section locale de la WIZO, une association internationale qui parraine des projets de femmes et d’enfants en Israël. 

## Entre antisémitisme et intégration
S’intégrer sans perdre son identité est au cœur des préoccupations de la Communauté israélite de La Chaux-de-Fonds. L’acquisition des droits égaux pour les juifs s’inscrit dans un long processus et s’obtient par étapes. L’égalité devant la loi est non seulement le résultat, mais aussi une des raisons du changement de mentalités. Cependant, l’obtention de l’égalité civile ne va pas sans heurts et elle n’élimine pas forcément l’antisémitisme. Si la forme que prend ce dernier au XIXe siècle et au début du XXe siècle en Suisse est moins démonstrative qu’ailleurs en Europe, elle n’en est pas absente. L’histoire garde la trace d’événements marquants qui témoignent d’un antisémitisme latent à La Chaux-de-Fonds. 
Avant l’acquisition des droits égaux, l’hostilité envers les juifs repose sur un fondement religieux – l’antijudaïsme – qui se distingue de l’antisémitisme moderne du XIXe siècle. Dès lors que l’intégration prend forme et que la reconnaissance des droits civils est octroyée à tous, l’antisémitisme moderne prend une autre justification : il est de type racial. Il se base sur des théories pseudoscientifiques définissant une hiérarchie des races selon laquelle les juifs sont catégorisés comme inférieurs. À La Chaux-de-Fonds, les pics d’antisémitisme semblent être liés à des crises économiques. Lors des événements de 1861 ou de 1885, les juifs sont accusés de concurrence déloyale et de faire du profit aux dépens de la population chrétienne. Une autre caractéristique de cet antisémitisme est l’identification des juifs aux étrangers. Selon le mythe d'un savoir-faire technique ancré dans la tradition, les vieilles familles chaux-de-fonnières revendiquent l'ancienneté de la fabrication horlogère dans les Montagnes et prétendent s'en réserver la pratique. Elles sont d'autant plus réfractaires à l'arrivée de concurrents étrangers que ceux-ci envisagent des modes de production différents.
Finalement, l’ordre public est maintenu et la loi respectée, mais les idées antisémites persistent, parfois de manière larvée. Si le processus d’obtention de l’égalité des droits est lent, l’évolution des mentalités l’est également. L'abattage rituel, soit le fait d’égorger et de saigner les animaux sans les étourdir au préalable, est interdit en Suisse en 1893. Cette initiative soulève de vifs débats et les arguments de la protection des animaux peuvent être perçus comme antisémites. Alors que les cantons latins refusent l’initiative, la ville de La Chaux-de-Fonds accepte l’interdiction de l’abattage rituel, à l’instar de la Suisse germanophone, influencée par la poussée antisémite que connaît l’Europe du Nord au début des années 1890,. Les ripostes aux manifestations hostiles aux juifs prennent diverses formes impulsées par l'Union suisse des Communautés israélites (de). Sous la présidence de Paul-Maurice Blum (1892-1934), le comité l’Action est créé entre 1933 et 1934 à La Chaux-de-Fonds afin de lutter contre l’antisémitisme. Durant l’entre-deux guerres et la Seconde Guerre mondiale, la politique suisse vise à limiter la surpopulation étrangère et l’"enjuivement" du pays,. En 1941, des tracts antisémites circulent en ville. Des prises de position inverses provenant de personnalités de divers horizons se manifestent à l'exemple d’Ernest-Paul Graber, directeur du journal socialiste La Sentinelle. Il sera même remis à l’ordre et son journal censuré après avoir évoqué la rafle du Vel’d’Hiv en été 1942. L’accueil des réfugiés juifs pendant la Seconde Guerre mondiale incombe aux communautés juives et celle de La Chaux-de-Fonds y contribue largement.

## La Communauté israélite du canton de Neuchâtel aujourd'hui
La CICN est une petite communauté unitaire regroupant différentes tendances du judaïsme (traditionnel, orthodoxe et libéral) ainsi que différentes origines (ashkénazes et séfarades). En 2016, elle est constituée d'environ 70 familles, ce qui représente un peu plus de 100 personnes. La plupart de ses membres vivent à La Chaux-de-Fonds ou à Neuchâtel et quelques anciens membres ayant déménagé y sont restés affiliés, ou en sont redevenus membres.
La communauté est membre de la Fédération Suisse des Communautés Israélites (FSCI), l'association faîtière qui regroupe 16 communautés en Suisse depuis sa fondation en 1904 à la suite d'une proposition d'Isaac Ditesheim (1860-1928) de La Chaux-de-Fonds. En 2015, le nombre de personnes de confession juive dans le canton est d'environ 0,1%. Au niveau de la Suisse ce chiffre se situe autour de 0,2%. Un guide religieux est employé à temps partiel. Les offices de Shabbat ont lieu chaque semaine, le vendredi soir et le samedi matin. Les fêtes juives sont célébrées au cours de l'année. La communauté est membre du Groupe Cantonal Neuchâtelois de dialogue interreligieux dès sa création en 2003.